# École polytechnique de Gdańsk
 (juin 2018).
Si vous disposez d'ouvrages ou d'articles de référence ou si vous connaissez des sites web de qualité traitant du thème abordé ici, merci de compléter l'article en donnant les références utiles à sa vérifiabilité et en les liant à la section « Notes et références ».
 (janvier 2021).
Ne doit pas être confondue avec l'université de Gdańsk.
L'École polytechnique de Gdańsk (PG, Gdańsk Tech, en polonais Politechnika Gdańska), nommée également en français université de technologie de Gdansk, est un établissement public polonais d'enseignement supérieur et de recherche au profil technologique située à Gdańsk.

## Historique
La première école supérieure technique de Gdańsk (Technische Hochschule Danzig) a été fondée en 1904, ce qui fait de la PG l'un des plus anciens établissement d'enseignement supérieur en Pologne, et la plus vieille école polytechnique sur l'actuel territoire du pays. Elle englobe 9 facultés, au sein desquelles environ 25 000 étudiants font des études de master et d'ingénieur (en 7 semestres) ou bien la semaine (studia stacjonarne), ou bien le week-end (studia niestacjonarne). L'établissement emploie environ 2 600 personnes, dont près de 1 200 enseignants et enseignants-chercheurs.
La plupart des facultés sont habilitées à décerner le grade scientifique de docteur et l'habilitation universitaire, ainsi qu'à mener les procédures de délivrance du titre académique de professeur des universités. En 2017, 7 facultés ont obtenu les plus hauts niveaux de reconnaissance (A et A+), décernés par le Comité d'évaluation des Unités de recherche (du ministère de la Science et de l'Enseignement supérieur).
L'École polytechnique de Gdańsk est l'organisatrice de nombreux congrès nationaux et internationaux, de colloques et de séminaires, elle mène aussi un programme d'échange international d'étudiants et d'employés. Le département de Coopération académique internationale recueille et fournit des informations sur les programmes internationaux, sur les possibilités d'obtention de bourses étrangères et l'invitation de boursiers étrangers.
Depuis octobre 2015, elle est affiliée à l'organisation européenne des écoles supérieures techniques CESAER (ou Conférence des écoles européennes pour l'enseignement et la recherche des sciences pour l'ingénieur avancées, de l'anglais Conference of European Schools for Advanced Engineering Education and Research). Elle figure également dans le classement des 800 meilleures au monde - Times Higher Education World University Rankings.
Elle a une tradition de vie étudiante démocratique et culturelle. Le premier conseil étudiant indépendant de l'histoire de l'enseignement supérieur en Pologne d'après-guerre y a vu le jour à la fin des années 1950. À la même époque, l'école polytechnique de Gdańsk a vu naître le groupe de théâtre "Bim-Bom", au sein duquel ont participé Zbigniew Cybulski et Bogumił Kobiela.

## Programme didactique
Les laboratoires et filières d'études sélectionnés de l'école polytechnique de Gdańsk possèdent des certificats attestant de la qualité de l'enseignement et des recherches scientifiques menées. Voici des exemples de certificats et de brevets de reconnaissance :
- Trois certificats de la Commission d'évaluation des universités techniques pour les filières: informatique à la Faculté d'électronique, de télécommunication et d'informatique, biotechnologie à la Faculté de chimie, et électrotechnique à la Faculté d'électrotechnique et automatique. Ces filières disposent conjointement de certificats European Network for Accréditation of Engineering Education (ENAEE).

- Le certificat CUDA Teaching Center à la Faculté d'électronique, de télécommunication et d'informatique pour l'engagement dans le développement de l'enseignement dans le domaine du traitement parallèle avec utilisation de la technologie CUDA. Ce document a été attribué par la corporation Nvidia.

- Le premier label Microsoft Modern Lab au monde pour le laboratoire informatique à la Faculté d'électronique, de télécommunication et d'informatique de l'école polytechnique de Gdańsk. Le laboratoire, certifié par Microsoft, est équipé du matériel le plus moderne permettant une formation renforçant l'autonomie et la créativité de l'étudiant.

- Un certificat dans le cadre du Cadence Certified Lab Program pour le laboratoire des Systèmes Intégrés Programmables de la Chaire des Systèmes Microélectroniques de la Faculté d'électronique, de télécommunication et d'informatique. Ce certificat a été le premier en Pologne attribué dans le cadre de Cadence Certified Lab Program.

- Un certificat pour la Faculté de génie mécanique délivré par International Institute of Welding, reconnaissant le centre de formation sous le nom "École polytechnique de Gdańsk – Équipe de soudure" (en polonais: Politechnika Gdańska - Zespół spawalnictwa) en tant qu'équipe approuvée par International Institute of Welding, avec les qualifications pour former des ingénieurs soudeurs internationaux.

- Le laboratoire d'essais de matériaux de la Faculté de génie mécanique justifie de trois certificats reconnus par le registre des navires polonais concernant entre autres les tests de métaux, de leurs propriétés, les tests ultrasoniques, etc.

- Deux ateliers à la Faculté de génie océanique et de construction navale possèdent des certificats du registre des navires polonais concernant entre autres les recherches scientifiques, analytiques et expérimentales dans le domaine de l'océanologie ou également des recherches sur les propriétés physico-chimiques, etc.

- La Faculté de gestion et d'économie a obtenu un certificat institutionnel délivré par Association of MBAs (Master Of Business Administration).

- La Chaire d'électrochimie, de corrosion et de l'ingénierie des matériaux de la Faculté de chimie possède deux certificats du DNV GL -La plus grande société de classification de navires et d'installations navales en Pologne, qui est un conseiller reconnu de la branche maritime dans le monde.

## Recherches scientifiques
La commission européenne a accordé à l'École polytechnique de Gdańsk le droit de se servir du prestigieux logo HR Excellence in Research. L'obtention du logo HR Excellence in Research est un signe de qualité vérifiant le recours à l'École polytechnique de Gdańsk des plus hautes normes dans les recherches scientifiques et le recrutement du personnel qui les encadre. Le droit d'utilisation du symbole confirme que l'établissement répond aux normes européennes, et accroît également l'intérêt des candidats potentiels pour des postes scientifiques.

### Toutes les dernières réalisations

#### CyberOko (CyberOeil)
Mis au point sous la direction d'Andrzej Czyżewski, la Faculté d'électronique, de télécommunication et d'informatique, a reçu le titre de la « Découverte de l'année 2013 ». L'interface sert au diagnostic et au traitement des personnes dans le coma.

#### MEDEYE (Système de soutien pour le diagnostic d'examens endoscopiques du système digestif humain)
De nos jours, on peut réaliser des examens endoscopiques à l'aide d'une capsule contenant un appareil électronique équipé d'une caméra et d'un émetteur sans fil. Le patient avale la capsule qui chemine dans l'organisme de quelques heures à quelques jours. Le système MedEye aide le travail du médecin car il contient une base de données d'enregistrements des examens endoscopiques contenant près de 5 000 cas. En environ 15 minutes, il indique dans l'enregistrement les endroits où il y a un cancer, un saignement, un polype ou autre maladie du système digestif. Qui plus est, le médecin reçoit une notification par SMS ou par e-mail pour l'analyse achevée. Ce système a vu le jour dans une équipe sous la direction d'Henryk Krawczyk, recteur de l'École de 2008 à 2016.

#### Aide à domicile des personnes âgées et des malades
L'aide à domicile des personnes âgées et des malades est un ensemble d'appareils supervisant discrètement le patient dans ses activités quotidiennes. Grâce à différents types de capteurs et détecteurs, l'aide à domicile recueille des informations. Dans une situation ou les données s'écarteraient significativement de la norme, le système préviendrait la personne s'occupant du malade. Ces projets consistent entre autres en une baignoire surveillant le malade pendant son bain, un couvre-lit électronique surveillant l'activité du cœur au cours du repos dans un fauteuil, et un soufflet électronique pour réhabilitation après une parésie faciale.

#### Pansements pour plaies cicatrisant difficilement
D'apparence, ils ressemblent à une éponge ou ont la forme d'un hydrogel. Ces pansements médicaux de nouvelle génération seront principalement appliqués sur des plaies cutanées cicatrisant difficilement, en particulier celles infectées par le staphylocoque doré. En dehors de ses propriétés antioxydantes et une grande absorptivité, le matériau peut être largement utilisé en cosmétologie, ainsi qu'en médecine vétérinaire.

#### SentiOne
Outil (créé par des diplômés de l'École polytechnique) qui donne la réponse à la question : comment un thème, une entreprise, une marque, un évènement ou une personne sont perçus sur la Toile ? Déjà en coopération avec plus de 500 marques – grandes, moyennes ou locales -sur 7 marchés européens, entre autres avec Nivea, Procter & Gamble, Polkomtel et Allegro. Le centre aide à remédier aux crises d’image, car il peut rechercher les phrases constituant une menace pour les entreprises ou les institutions publiques.